# Chen Tianshi
Chen Tianshi (chinesisch 陈天石; * Juni 1985 in Nanchang, Provinz Jianxi) ist ein chinesischer KI-Foscher und Unternehmer. Er ist der Geschäftsführer und Mitbegründer des Halbleiterunternehmens Cambricon Technologies. Von Forbes wurde sein Vermögen im Mai 2025 auf 11,6 Milliarden US-Dollar geschätzt.

## Laufbahn
Chen Tianshi stammt aus der Provinz Jianxi. Sein Vater ist Elektroingenieur und seine Mutter Geschichtslehrerin. Seine Begabung fiel schon früh auf, sodass er zusammen mit seinem Bruder Chen Yunji schon als Teenager im Rahmen eines Sonderprogramms für besonders Begabte an der Chinesischen Universität für Wissenschaft und Technik aufgenommen wurde. Er erwarb hier 2005 einen Bachelor in Mathematik und 2010 seinen Doktorgrad in Informatik. Seine Doktorthese erhielt mehrere Auszeichnungen. Nach Abschluss seines Studiums arbeitete er als Forscher für die Chinesische Akademie der Wissenschaften und veröffentlichte mehr als 50 Journalartikel in renommierten Fachzeitschriften für Informatik und Künstliche Intelligenz.
2016 gehörte er zu den Mitbegründern des Halbleiterunternehmens Cambricon Technologies, welches auf ein Forschungsprojekt an der Chinesischen Universität für Wissenschaft und Technik zurückgeht. 2017 wurde Cambricon nach Investitionen von großen chinesischen Technologieunternehmen wie Alibaba zu einem Einhorn. 2020 erfolgte der Börsengang. 2024 stieg der Aktienkurs von Cambricon um 500 % an und profitierte dabei von den verstärkten Bemühungen der chinesischen Regierung bei Halbleitern technologisch unabhängig vom Ausland zu werden. Dadurch vervielfachte sich Chens Vermögen, der dank seiner Anteile an Cambricon zu einem der reichsten Chinesen wurde.